# Phoracantha triangularis
Phoracantha triangularis là một loài bọ cánh cứng trong họ Cerambycidae.